# Regering-Paasch II
De regering-Paasch II (17 juni 2019 - 1 juli 2024) was een regering van de Duitstalige Gemeenschap, onder leiding van Oliver Paasch. De regering bestond uit drie partijen: ProDG, SP en PFF. Deze regering is de opvolger van de regering-Paasch I.
Op 29 mei 2019, drie dagen na de Duitstalige gemeenschapsverkiezingen van 26 mei 2019, sloten de drie partijen een bestuursakkoord. Op dinsdag 18 juni 2019 legde minister-president Oliver Paasch de eed af in handen van koning Filip op het Koninklijk Paleis van Brussel, in aanwezigheid van eerste minister Charles Michel (MR). Een dag eerder legden de vier ministers de eed af in het Parlement van de Duitstalige Gemeenschap. Door een overheveling van bevoegdheden van het Waals Parlement naar het Parlement van de Duitstalige Gemeenschap, werd deze regering voor de eerste keer bevoegdheid voor Huisvesting, Ruimtelijke ordening en delen van het energiebeleid.

## Verloop

### Coronacrisis
Ook deze regering moest mee de coronacrisis in België beheren. De meeste beslissingen werden samen met de andere regeringen van het land in het Overlegcomité genomen. Paasch II besliste wel zelf wanneer ze bijvoorbeeld overschakelde naar code rood van code oranje voor het Duitstalige onderwijs. Ook deze regering nam steunmaatregelen waardoor de begroting van 2020 niet in evenwicht was, wat nochtans wel de bedoeling was.
Op maandag 11 januari 2021 bereikte de Duitstalige gemeenschapsregering met de federale en de andere regionale regeringen een akkoord over de verdeling van de 5,9 miljard euro uit het Europese relancefonds. Hiervan ging 50 miljoen euro naar de Duitstalige Gemeenschap. Het geld moest het economisch herstel na de coronacrisis mee financieren. Minister-president Oliver Paasch was zeer tevreden over dit bedrag.

### Wateroverlast
Ook de Duitstalige gemeenschap werd getroffen door de overstromingen van 14 juli 2021 die Europa enorme schade hadden toegebracht. In het gebied trad de Our buiten haar oevers. Na de overstromingen besliste de regering om 15 miljoen euro aan hulp vrij te maken. Het geld werd zo verdeeld dat alle huishoudens die door de overstromingen waren getroffen, aanspraak konden maken op huisvesting in de vorm van een premie van maximaal 2.500 euro. Daarnaast konden lokale overheden voor het inhuren van personeel rekenen op een subsidie van 90 procent. Deze hulp, die niet afhankelijk was van het inkomen van de gezinnen, kon worden gecombineerd met andere hulp die door andere bevoegdheidsniveaus werd verleend.

## Samenstelling
| Ambtsbekleder | Ambtsbekleder | Ambtsbekleder              | Ministerie | Termijn                        | Partij |
| ------------- | ------------- | -------------------------- | --- | ------------------------------ | ------ |
|               |               | Oliver Paasch (1971)       | Minister-president en minister Lokale Besturen en Financiën                                                   | 17 juni 2019 - 1 juli 2024     | ProDG  |
|               |               | Antonios Antoniadis (1985) | Viceminister-president en minister Gezondheid en Sociale Aangelegenheden, Ruimtelijke Ordening en Huisvesting | 17 juni 2019 - 1 juli 2024     | SP     |
|               |               | Isabelle Weykmans (1979)   | Minister Cultuur, Sport, Werkgelegenheid en Media                                                             | 17 juni 2019 - 1 juli 2024     | PFF    |
|               |               | Harald Mollers (1977)      | Minister Onderwijs en Wetenschappelijk Onderzoek                                                              | 17 juni 2019 - 12 oktober 2020 | ProDG  |
|               |               | Lydia Klinkenberg (1981)   | Minister Onderwijs en Wetenschappelijk Onderzoek                                                              | 12 oktober 2020 - 1 juli 2024  | ProDG  |

### Herschikkingen
- Op 12 oktober 2020 nam Harald Mollers (ProDG) om persoonlijke redenen ontslag als minister van Onderwijs en Wetenschappelijk Onderzoek. Zijn opvolger was Lydia Klinkenberg.[6] In de media gaf Mollers aan dat ook de haatreacties sinds de uitbraak van de coronacrisis meespeelde in zijn beslissing om ontslag te nemen. Sinds het aantreden van Klinkenberg, telt de regering evenveel vrouwen als mannen.

Fagnoul · 
Maraite I · 
Maraite II · 
Maraite III · 
Lambertz I · 
Lambertz II · 
Lambertz III ·
Paasch I · 
Paasch II · 
Paasch III